# Proteïna ribosòmica mitocondrial L38
La proteïna ribosòmica mitocondrial L38, trobada en la subunitat 39S del ribosoma mitocondrial, és una proteïna humana que ve codificada pel gen MRPL38 ubicat a la posició 25.1 del braç llarg del cromosoma 17. La longitud de la cadena de la proteïna és de 380 aminoàcids, la seva massa de 44.6 kDa i el seu punt isoelèctric és 10,53.
Els complexos proteics d'aquesta família es diferencien dels ribosomes que podem trobar al citosol, i la seva funció principal és traduir l'ARN mitocondrial que és codificat anteriorment per l'ADN mitocondrial.

## Classificació
Una proteïna és un conjunt d'aminoàcids units mitjançant enllaços peptídics entre el grup carboxil i amino.

Enllaç peptídic entre dos aminoàcids

 Les proteïnes poden classificar-se de dues maneres segons la seva composició. Per una banda, podem trobar les holoproteïnes o proteïnes simples, aquelles que només estan constituïdes per aminoàcids units per enllaços peptídics. D'altra banda, podem trobar les heteroproteïnes o proteïnes conjugades, aquelles que estan formades per aminoàcids i grups prostètics.
Una proteïna ribosòmica és una proteïna que, juntament amb el ARNr, formen les subunitats del ribosoma. La cèl·lula eucariota presenta més complexitat que la procariota en la fisiologia dels seus ribosomes, els quals estan sintetitzats en el nucli però actuen en el citoplasma. En la cèl·lula eucariota també podem trobar proteïnes ribosòmiques, com la proteïna mitocondrial ribosòmica L38, en els ribosomes mitocondrials. El ribosoma mitocondrial és un complex proteic que té dues subunitats, la gran 39S i la petita 28S.
Les 47 proteïnes-r humanes de la subunitat major 60S són les següents: L3, L4, L5, L6, L7a, L7, L8, L9, L10a, L10, L11, L12, L13a, L13, L14, L15, L17, L18a, L18, L19, L21, L22, L23a, L23, L24, L26, L27a, L27, L28, L29, L30, L31, L32, L34, L35a, L35, L36a, L36, L37a, L37, L38, L39, L40, L41, P0, P1 y P2.
El gen MRPL38 codifica la proteïna ribosòmica mitocondrial de la subunitat gran 39S, que pertany a la família de proteïnes ribosòmiques L38.

## Localització
Per entendre on es troba la proteïna ribosomal, cal entendre primer l'estructura dels ribosomes mitocondrials. Están formats per dues subunitats: La subunitat petita de 28S amb RNAr 12S i 30 proteïnes, i per la subunitat gran de 39S que conté RNAr 12S i 30 proteïnes. Unides formen una partícula de 55S.

La proteïna mitocondrial ribosomal L38 és llavors una de les 52 proteïnes que formen la subunitat 39s gran dels ribosomes mitocondrials. Majoritàriament la detectam a la matriu mitocondrial, encara que també en menor mesura la podem detectar al citosol, nucli o als peroxisomes.

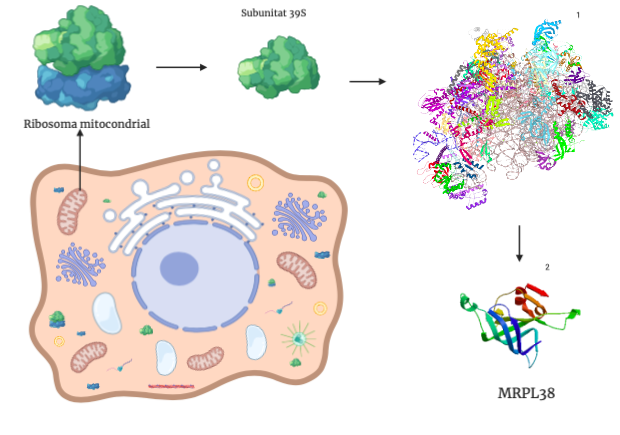
Ubicació de la proteïna dins la cèl·lula humana. Imatge 1 i imatge 2.

## Gen
La proteïna ribosòmica mitocondrial L38 ve codificada pel gen MRLP38 ubicat a la posició 25.1 del braç llarg del cromosoma 17 (17q25.1).

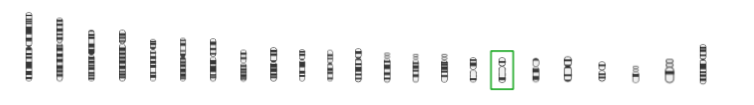
Genoma humà amb el cromosoma 17 marcat.

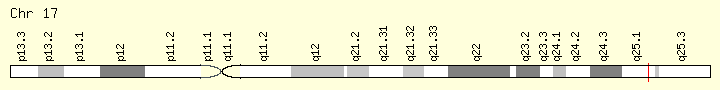
Localització del gen MRPL38 al cromosoma 17.

## Estructura

### Estructura primària
La proteïna MRPL38 conté una seqüència de 380 aminoàcids, la quantitat dels quals es pot veure en la imatge i té un pes molecular aproximat de 44,6 kDa. Conté tots els 20 aminoàcids, encara que tal com podem veure en el gràfic, hi predominen especialment l'arginina, la leucina i la prolina.

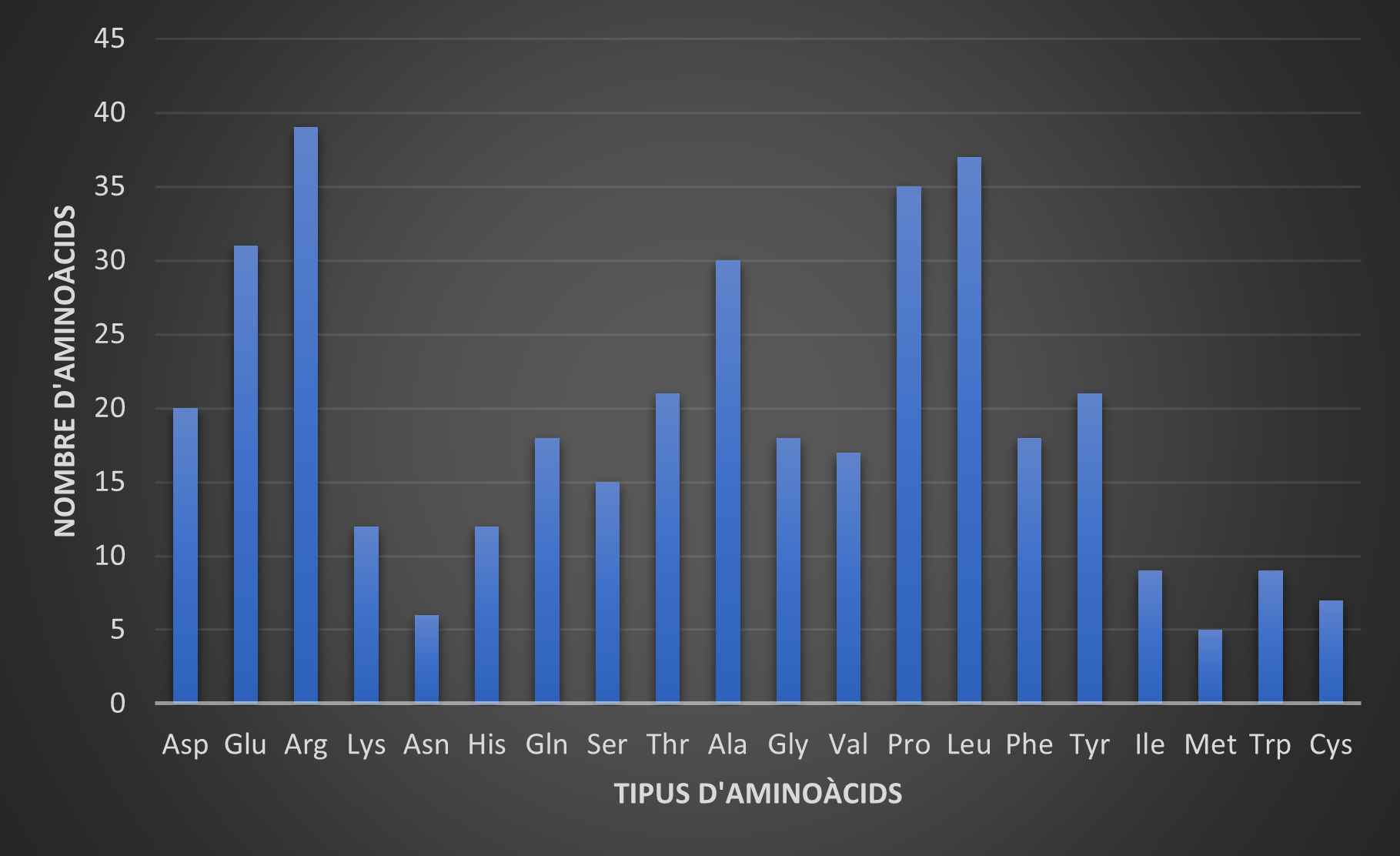
Nombre de cada tipus d'aminoàcid en la proteïna MRPL38

Per tal d'entendre millor la funció i l'estructura de la proteïna al ribosoma mitocondrial, també podem estudiar la seqüència d'aminoàcids en funció del grup al qual pertanyin segons la càrrega i la polaritat del seu radical. Així doncs, tal com veiem en el gràfic, la majoria d'aminoàcids (el 53%) són polars. A més a més, també podem veure que abunden els aminoàcids que no tenen càrrega a la cadena lateral i, especialment, els sense càrrega apolars, fet que permetrà enllaços laterals entre les cadenes laterals d'aquests aminoàcids.

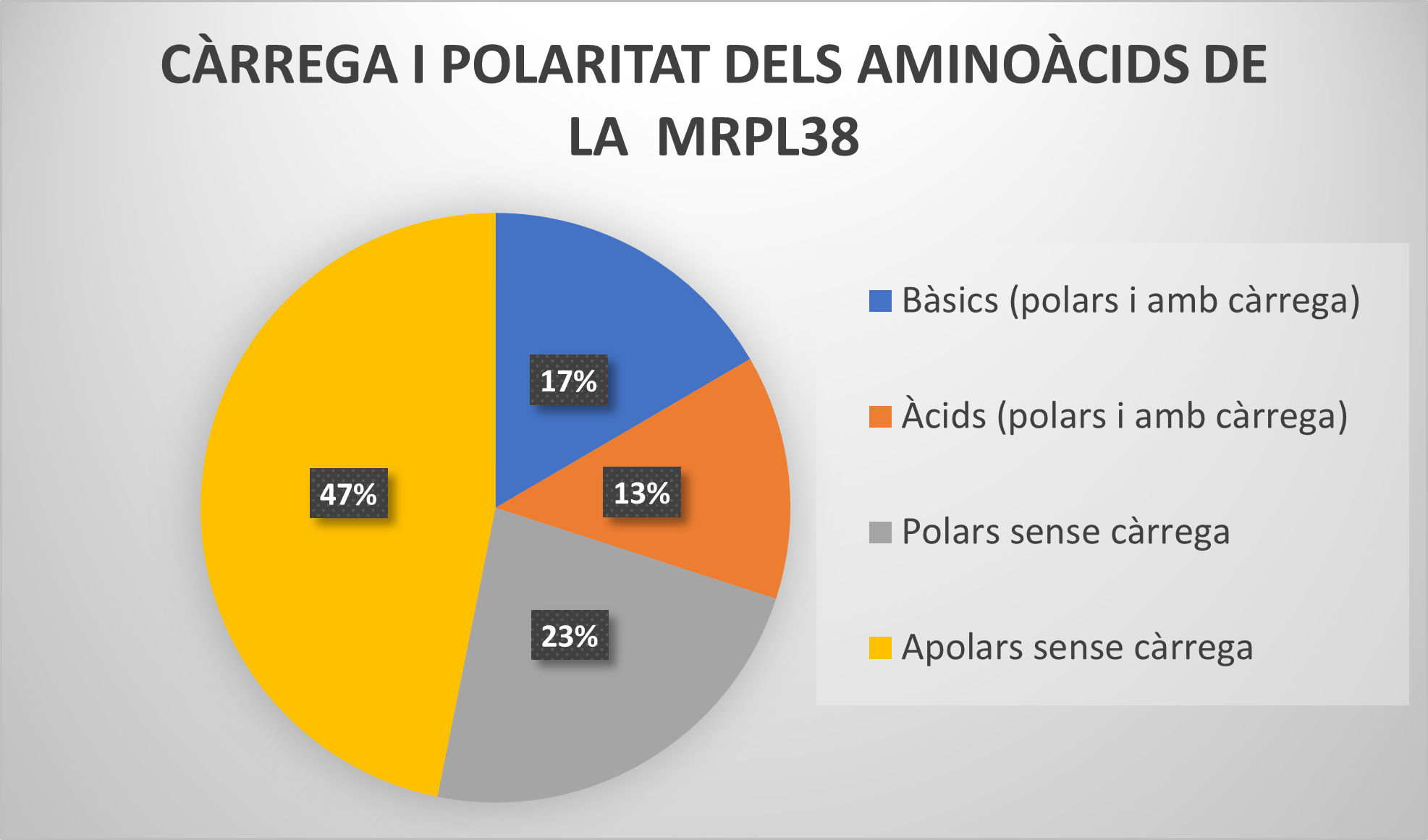
Càrrega i polaritat dels aminoàcids de la MRPL38

### Estructura secundària
Per tal de neutralitzar les càrregues polars de l'esquelet, els aminoàcids de les proteïnes es disposen de tal manera que (gràcies a la llibertat de gir dels àtoms que es troben conjuntament al carboni alfa) es maximitza la formació de ponts d'hidrogen, tot conformant l'estructura secundària. Tal com s'ha mencionat en l'apartat d'estructura primària, en la MRPL38 hi predominen els enllaços polars, fet que explica la formació en la proteïna d'hèlix alfa, làmines beta i girs.

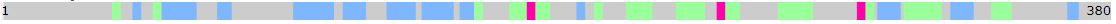
Estructura secundària de la proteïna MRLP38.

Tal com podem veure en els gràfics l'estructura estable que més abunda és l'hèlix alfa, que adopten un 24% dels aminoàcids de la proteïna, especialment els inicials. En total trobem 12 hèlix alfa. D'altra banda, també trobem una quantitat important de làmines beta, en concret el 22% dels aminoàcids que trobem es disposen en un total de 13 làmines beta, sobretot en la segona meitat de la proteïna. També s'observen una petita quantitat d'aminoàcids, en concret un 2% disposats en 3 girs. No obstant això la major part d'aminoàcids es troben disposats en una estructura no estable.

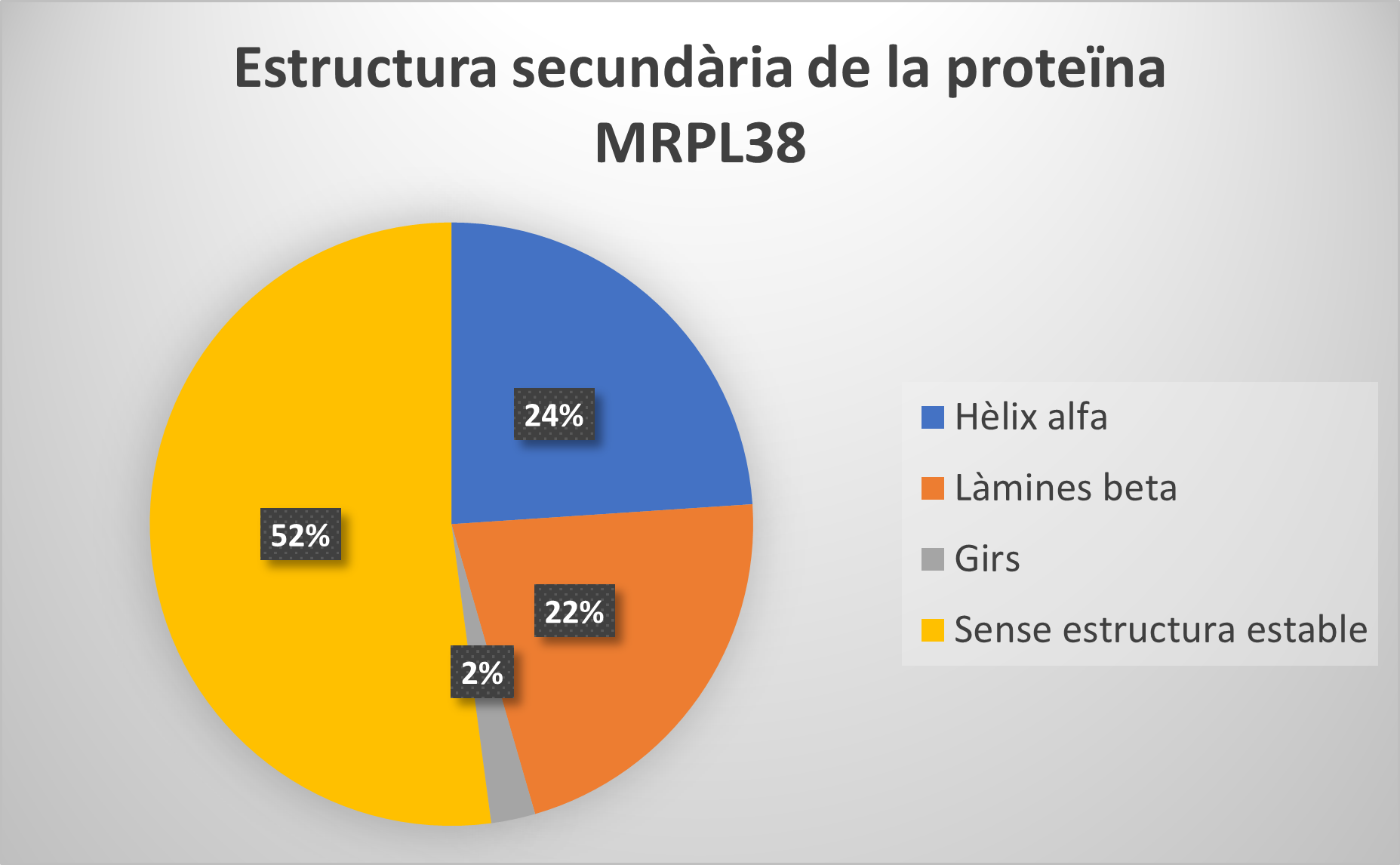
Estructura secundària de la proteïna MRLP38

### Estructura terciària

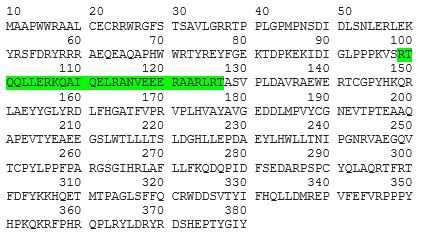
Seqüència d'aminoàcids de la proteïna MRLP38 amb els aminoàcids que configuren el motiu de superhèlix alfa marcats en color verd

En plegar-se la MRPL38 forma un glòbul compacte format pels elements de l'estructura secundària plegats d'una manera específica. Aquests plegaments tridimensionals de la cadena polipeptídica tenen a la part interior les cadenes dels aminoàcids més hidrofòbics i les parts més hidrofíliques es troben a l'exterior en contacte amb l'aigua.
L'estructura es manté gràcies especialment als enllaços forts com els ponts disulfur entre dues cisteïnes, però també gràcies als enllaços febles que uneixen diferents parts de la cadena polipeptídica com ara els ponts d'hidrogen, les forces de Van der Waals o les interaccions iòniques i interaccions hidrofòbiques
Un domini és una part d'una proteïna que té una certa independència de la resta de la proteïna a nivell estructural: els seus aminoàcids es pleguen de manera independent, no depenen de la resta de la proteïna i tenen associada una funció pròpia. Els motius són similars als dominis: el conformen també varies unitats simples d'estructura secundaria organitzades amb una geometria específica, però amb la principal diferència que estan formats per molts menys aminoàcids. En el cas de la MRPL38, trobem un motiu entre l'arginina de la posició 99 i la treonina que es troba en la posició 127. Es tracta d'una hèlix superenrotllada (coiled coil), on dues hèlix alfa (en aquest cas) s'enrotllen juntament. Aquest motiu es troba directament implicat en regular els factors de transcripció de la proteïna ribosomal.

### Estructura quaternària
L'acoplament de varias cadenes polipeptídiques en la seva estructura terciària (anomenats protòmers) conforma l'estructura quaternària, que queda unida gràcies a enllaços dèbils. En el cas de la MRPL38, s'uneix amb altres cadenes polipeptídiques de manera que formen la subunitat 39S gran dels ribosomes mitocondrials tal com s'ha explicat prèviament.

Estructura quaternària de la proteïna MRPL38

## Funcions
Entre les funcions d'aquesta proteïna mitocondrial ribosòmica destaca la seva participació en els processos següents:
- Allargament translacional mitocondrial: consisteix en l'addició succesiva de residus d'aminoàcids a una cadena de polipèptids naixent durant la biosíntesi de proteïnes en un mitocondri.
- Terminació translacional mitocondrial: aquest procés resulta en l'alliberament d'una cadena polipeptídica del ribosoma en un mitocondri, normalment en resposta a un codó de terminació.

## Patologies relacionades
La proteïna MRLP38 està directament relacionada amb el desenvolupament de dues malalties; la Paquioníquia Congènita 1 i Defecte Septal Auricular 3.
La primera patologia amb la qual es vincula és la Paquioníquia Congènita (PC), una genodermatosi poc freqüent, és a dir, una malaltia d'origen genètic, que produeix manifestacions a la pell i en altres òrgans. La persona que la pateix presenta senyals de distròfia hipertròfica de les ungles, de manera que les ungles de mans i peus es tornen gruixudes i de forma anormal. També genera Hiperqueratosi palmoplantar; butllofes i callositats molt doloroses a la planta dels peus i, amb menys freqüència als palmells de les mans.
L'aparició de la paquioníquia congènita és variable. Generalment els primers símptomes comencen a aparèixer poc després del naixement, en altres casos es manifesten durant el desenvolupament de l'infant i en d'altres molt poc freqüents en l'edat adulta.
Està associada a mutacions heterocigotes en els gens que codifiquen Ceratines 6a, 6b, 16 i 17 expressades en les capes basals i suprabasals de la pell del palmell de la mà, adjunts epidèrmics i en la mucosa oral.
Clàssicament es descriuen dos tipus de PC; la PC-1 i la PC-2, tanmateix, en els darrers anys es recomana classificar els pacients en quatre subgrups: KRT6A, KRT6B, KRT16, KRT17 segons el gen on es trobi la mutació.
Actualment no s'ha desenvolupat cap tractament per la PC, tanmateix, es disposa d'un conjunt de cures centrades bàsicament en el tractament del dolor causat per la hiperqueratosi palmoplantar: inclou estratègies per tal de reduir la fricció i el trauma als peus, l'ús de pomades per disminuir la hiperqueratosi… S'estan investigant nous tractaments basats en la injecció de toxina botulínica o d'altres que inclouen petites estratègies d'ARN interferent.
La segona patologia amb la qual podem relacionar la proteïna MRLP38 és el Defecte Septal Auricular 3 (ASD), una malformació cardíaca congènita, és a dir, existent des de la naixença, caracteritzada per un tancament incomplet de la paret entre les aurícules. Aquest fet provoca un flux sanguini des de l'aurícula esquerra fins a l'dreta. Normalment, quan neix l'infant aquesta obertura es tanca i la sang flueix als pulmons, però en aquests casos, aquesta obertura permet que la sang es desviï dels pulmons i causi problemes.
4 de cada 100.000 infants pateixen ASD. És possible que aquells pacients que amb un defecte lleu no presentin símptomes ni complicacions, tanmateix, aquells que tinguin un defecte més greu puguin arribar a desenvolupar una incapacitat en el futur.
Els símptomes més freqüents inclouen: fatiga, dificultat per respirar o falta d'aire, infeccions respiratòries persistents, deficiència en el creixement...

### Relacions amb el càncer
Hi ha diversos estudis que apunten a la proteïna ribosòmica mitocondrial L38 com un marcador pronòstic en el càncer d'uretra i en el càncer de pàncrees.
També, recentment, un estudi ha detectat una alta freqüència de mutacions en l'ADN mitocondrial en el càncer d'ovari. Entre els resultats, es destaca la presència de la mutació en la proteïna ribosòmica mitocondrial L38. El conjunt de mutacions dites en l'estudi provoquen un potencial antioxidant i metabòlic millorat de les cèl·lules canceroses d'ovari que podria contribuir al seu comportament agressiu i metastàtic.
Sobre el càncer de fetge, es va realitzar una recerca de factors genètics crítics associats a ell. D'aquesta manera, es van revelar un panell de variants genètiques, que no són reconegudes pels principals dipòsits actuals de dades de genòmica. El perfil d'expressió específic del fetge del grup de gens identificat, es dirigeix a la selecció de 17 gens que podrien ser els factors genètics més probables causants del càncer de fetge. Un estudi posterior sobre el nivell d'expressió i la significació funcional rellevant, ens permet identificar i concloure quatre variants, entre elles: c.430G> C (p.Gly144Arg) en MRPL38 com a factor genètic crític per al càncer de fetge. Així, es va arribar a la conclusió que aquestes troballes poden tenir una oportunitat per a la predicció primerenca del càncer al fetge i el disseny de teràpies rellevants personalitzades.